# Insufficienza epatica
È detta insufficienza epatica qualsiasi situazione patologica causata da malattie del fegato che comporti una grave compromissione delle funzioni epatiche.

## Descrizione
Esistono tre forme di insufficienza epatica:
- forma lieve: caratterizzata da una lenta digestione, sonnolenza post-prandiale e meteorismo
- forma ingravescente: astenia, dimagrimento, ittero, ascite, ipertensione portale ed emorragie
- forma grave: alterazioni della personalità, tremori, foetor hepaticus, emorragie gravi, encefalopatia epatica porto-sistemica (EEPS) e coma.

Può essere acuta o cronica.
- l'insufficienza acuta, è una forma fulminante che compromette tutte le funzioni epatiche. È in genere successiva a una necrosi diffusa dell'organo. Le cause possono essere molteplici:
  - virus epatotropi come HCV, HBV, HAV, HDV, HEV;
  - virus non epatotropi: adenovirus, EBV, citomegalovirus, echovirus, varicella zoster, virus della **febbre gialla, HSV, parvovirus B19, coxsackie;
  - avvelenamento e intossicazione da A. Phalloides, CCl4 (tetracloruro di carbonio), fosforo giallo, solventi industriali, clorobenzene, erbe medicamentose;
  - alterazioni vascolari: shock settico, sindrome di Budd-Chiari, colpo di calore, cardiomiopatie, insufficienza cardiaca acuta;
  - alterazioni metaboliche come galattosemia, steatosi della gravidanza e nefropatie.

Conseguenze: 
riduzione dell'aia epatica, ittero, emorragie cutanee e a livello delle mucose ed encefalopatia acuta.
- l'insufficienza cronica, è caratterizzata da una progressiva e lenta compromissione delle funzioni epatiche, accompagnata dalla comparsa di caratteristiche manifestazioni cliniche come:
  - alterazione del trofismo cutaneo e muscolare;
  - deterioramento neuropsichico (encefalopatia P.S.) con un andamento lento e meno grave della forma acuta.

Le principali cause sono:
- Cirrosi
- Colestasi prolungata
- Trombosi delle vene sovraepatiche.

## Diagnosi
Si basa sul quadro clinico e su alcuni test. È fondamentale il dosaggio dell'ammonemia, ovvero la quantità di ammonio nel sangue: più questa è alta, maggiore è il rischio di degenerazione verso il coma. Alcuni indici di sintesi epatica sono: albumina (elettroforesi), colinesterasi, attività protrombinica (i fattori della coagulazione sono quasi tutti sintetizzati nel fegato), bilirubina.
Altri test utili sono gli indici di citolisi (transaminasi), di colestasi (fosfatasi alcalina, gamma GT), esami di laboratorio (markers virali, antitripsina, sideremia, ferritina) e strumentali (ecografia epatica, TAC, biopsia epatica) che consentono di diagnosticare la malattia epatica all'origine dell'insufficienza cronica.

## Terapia
La terapia è basata sul riposo, dieta ipercalorica a basso contenuto di proteine e, se è presente encefalopatia, lattulosio o lattitolo per sopprimere la flora batterica intestinale produttrice di ammonio e supplemento dietetico con amminoacidi a catena ramificata.